# Moderatore (fisica)
Il moderatore è un materiale che svolge la funzione di rallentare i neutroni veloci prodotti dalla fissione nucleare in un reattore a neutroni termici. I neutroni veloci infatti portano alla rottura del nucleo di un atomo fissile con molta difficoltà, quindi si deve aumentarne la sezione d'urto rallentandoli.
Il rallentamento si può immaginare come un tavolo da biliardo, in cui il neutrone va a sbattere contro altre sfere e perde energia cinetica nell'urto, quindi si termalizza e la probabilità di assorbimento aumenta, l'effetto è più marcato se gli obiettivi contro cui sbatte hanno una massa similare a quella del proiettile. Gli atomi contro cui sbattere però non devono avere sezione d'urto di cattura troppo grande o diventerebbero dei veleni neutronici.
A questo scopo si utilizzano l'acqua o la grafite come moderatori. Nella filiera di reattori CANDU, o in genere PHWR, si utilizza l'acqua pesante come moderatore, visto che ha una sezione di cattura molto inferiore rispetto all'acqua leggera e rilascia un neutrone quando un atomo di deuterio cattura un fotone di opportuna energia, aumentando il numero di neutroni in circolo. Nei reattori RBMK (per esempio quello esploso a Chernobyl) si usa la grafite come moderatore.